# Рачо Славейков
Рачо Петков Славейков е български военен деец, публицист и преводач.

## Биография
Роден е на 15 май 1857 година в град Трявна в семейството на Петко Славейков. Между 1870 и 1872 година учи в Роберт колеж, а след това и в гимназия в град Николаев. По време на Руско-турската война от 1877 – 1878 година се записва като доброволец при княз Черкаски в руската армия. През 1881 година завършва Кавалерийското юнкерско училище в Елисаветград, Русия и на 1 август 1881 е произведен в чин подпоручик. Заминава за Източна Румелия, където служи в кавалерията. Зачислен е към 1-ви конен полк.
На 30 август 1885 г. е произведен в чин поручик, в навечерието на Сръбско-българската война (1885), когато все още служи в 1-ви коне полк е назначен за временно командващ 4-ти ескадрон от 3-ти конен полк, който командва и по време на войната. На 26 август 1886 е произведен в чин капитан, а през 1887 година се включва в русенския бунт, част от офицерските бунтове, поради което е осъден на смърт. На 20 февруари 1887 е уволнен от служба. Избягва в Русия, където през 1890 г. завършва висша кавалерийска школа в Санкт Петербург.
През 1895 година с позволение на българското правителство се завръща да се прости с баща си Петко Славейков. Остава в България, но му е забранено да се занимава с военна дейност и започва да превежда и пише публицистични творби. По-късно става член на Демократическата партия и сътрудничи на печатните ѝ органи. Подкрепя Вътрешната македоно-одринска революционна организация и поддържа приятелски връзки с нейния водач Даме Груев. Пише за вестници и списания между които „Пряпорец“, „Знаме“, „Мир“, „Демократически преглед“ и други. Пише статии и студии по военнополитически, военноисторически и литературни въпроси. Кореспондент е на някои френски и английски вестници, сътрудничи на руския печат. Превежда творби от английски и руски поети – К. Улф; Т. Кембел; Н. В. Гребел; М. Ю. Лермонтов; И. Карно и др.
На 28 юли 1913 година е произведен в чин майор, а на 20 януари 1920 година в чин подполковник. По време на военната си кариера служи в 1-ви конен полк и 2-ра кавалерийска дивизия. На 5 август 1920 година преминава към опълчението.
Умира на 21 февруари 1931 година.

## Съчинения
- „Отбраната на Шипка на 9, 10 и 11 август 1877“
- „Спомени за Сръбско-българската война“
- „Тракийският кон и тракийското коневъдство“
- „Български народни обичаи и вярвания“
- „Петко Рачов Славейков", 1827 – 1895”

## Военни звания
- Подпоручик (1 август 1881)
- Поручик (30 август 1885)
- Капитан (26 август 1886)
- Майор (28 юли 1913)
- Подполковник (30 януари 1920)